# Hotel Fürstenhof am Bauhaus

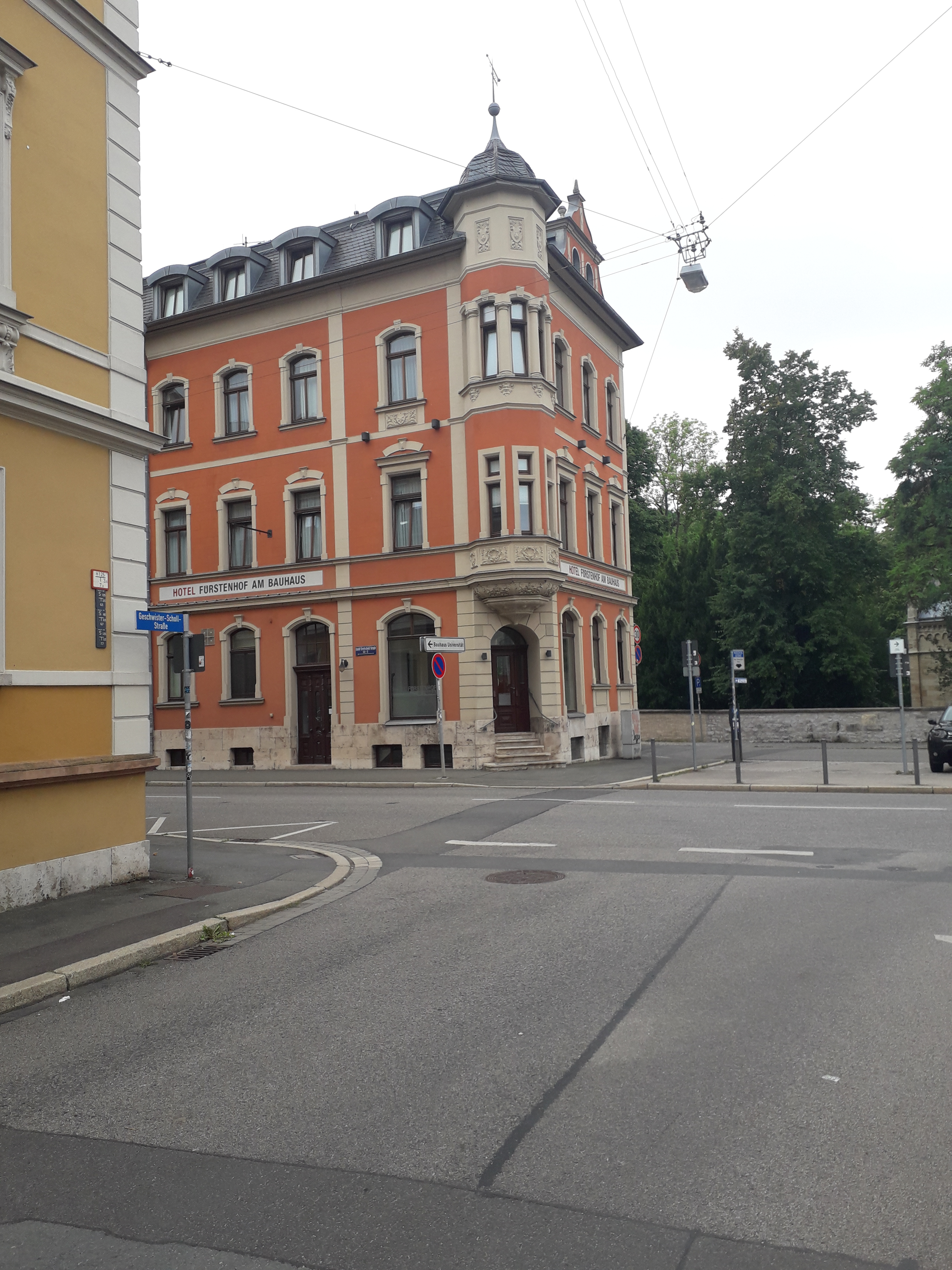
Hotel Fürstenhof am Bauhaus

Das Hotel Fürstenhof am Bauhaus, befindet sich in der Rudolf-Breitscheid-Straße 2 in der Westvorstadt Weimar. Gegenüber befindet sich die Bauhaus-Universität Weimar. An seiner Rückseite beginnt die Karl-Haußknecht-Straße. Seine Nordseite zeigt zum Poseckschen Garten.
Das aus verputztem Mauerwerk errichtete dreigeschossige Hotel ist gründerzeitlich. Im Sockelbereich ist der Naturstein, Travertin vermutlich aus Ehringsdorf, sichtbar. Im Jahre 2009 wurde es renoviert.  Im Hintergrund ist die Mauer des Historischen Friedhofs zu sehen. Bemerkenswert ist der Erker über dem Eingangsportal mit Kuppeldach und Wetterfahne. Es besitzt ein Mansarddach. An der Nordseite hat es im Dachbereich einen Ziergiebel mit Fenstern. Die Fenster sind rechteckig mit darüberliegenden scheitrechten Zierbögen im mittleren Geschoss. Echte scheitrechte Bögen hat der Bau im Erdgeschoss und im Obergeschoss. Es ist ornamentverziert.
Das Hotel befindet sich zwar nicht auf der Liste der Kulturdenkmale in Weimar (Einzeldenkmale) jedoch die Rudolf-Breitscheid-Straße als Ganzes auf der Liste der Kulturdenkmale in Weimar (Sachgesamtheiten und Ensembles).
Hinweis: Theo van Doesburg organisierte 1922 im Hotel Fürstenhof einen Kongress der Konstruktivisten und Dadaisten. Genau fand dieser am 25. September in Weimar und Jena statt. Van Doesburg, der sich 1921 bis 1923 in Weimar aufhielt gründete parallel zum Bauhaus die „De-Stijl“-Gruppe, zu der u. a. Nelly van Doesburg, Walter Dexel, Werner Gräff gehörten. Es gab eine Gruppe Dada, die an dem Konstruktivisten-Kongreß teilnahm, deren Vertreter Tristan Tzara, Hans Arp und Kurt Schwitters waren. Dieses Hotel Fürstenhof meint jedoch das Grand Hotel Russischer Hof. Das ist deshalb sicher, weil in dem Zusammenhang der Karlsplatz, der heutige Goetheplatz genannt wird.